# Gheorghe Demirov
Gheorghe Demirov a fost un politician moldovean, ales în Sfatul Țării. 

## Sfatul Țării
Gheorghe Demirov, de naționalitate bulgar, a fost ales în Sfatul Țării cu vot universal la al treilea Congres al țăranilor din Basarabia.